# Vilém Axmann
Vilém Axmann (* 22. února 1969 Chlebičov) je český fotbalový trenér a bývalý profesionální fotbalový brankář, který působil v české první lize. Dvě sezony nastupoval v dresu Opavy, později ve stejném týmu působil jako trenér brankářů a mládeže. Žije v Chlebičově.

## Hráčská kariéra
Odchovanec chlebičovského a opavského fotbalu chytal v nejvyšší soutěži za Kaučuk Opava v 10 utkáních, v nichž obdržel sedm branek a dvakrát udržel čisté konto. Opavskou branku hájil i ve vůbec prvním utkání tohoto klubu mezi elitou (domácí prohra 1:2 s Drnovicemi).
V nižších soutěžích hrál za B-mužstvo Opavy, Rudou hvězdu Holešov (během ZVS), Vítkovice, Válcovny plechu Frýdek-Místek, Přerov, Kyjov a 1. HFK Olomouc. Od 5. dubna 2002 byl hráčem Mokrých Lazců, které ho ihned uvolnily na hostování do Dolního Benešova. Od 12. dubna 2005 je hráčem Viktorie Chlebičov, odkud na jaře 2006 hostoval v SFC Opava.

### Ligová bilance
| Ročník           | Zápasy | Góly | Minuty | Nuly | Klub                 |
| ---------------- | ------ | ---- | ------ | ---- | -------------------- |
| II. liga 1990/91 | –      | 0    | –      | –    | FK Ostroj Opava      |
| II. liga 1991/92 | –      | 0    | –      | –    | FK Ostroj Opava      |
| II. liga 1992/93 | –      | 0    | –      | –    | FK Ostroj Opava      |
| II. liga 1993/94 | –      | 0    | –      | –    | FK Ostroj Opava      |
| II. liga 1994/95 | 23     | 0    | 2 070  | –    | FC Kaučuk Opava      |
| I. liga 1995/96  | 8      | 0    | 600    | 2    | FC Kaučuk Opava      |
| I. liga 1996/97  | 2      | 0    | 102    | 0    | FC Kaučuk Opava      |
| II. liga 1997/98 | 24     | 0    | –      | –    | FC Vítkovice         |
| II. liga 1998/99 | 13     | 0    | –      | –    | FK HK Přerov         |
| II. liga 1998/99 | 11     | 0    | –      | –    | FK VP Frýdek-Místek  |
| MSFL 1999/00     | –      | 0    | –      | –    | FC VMG Kyjov         |
| MSFL 2000/01     | –      | 0    | –      | –    | FC VMG Kyjov         |
| II. liga 2000/01 | 5      | 0    | –      | –    | 1. HFK Olomouc       |
| MSFL 2001/02     | –      | 0    | –      | –    | FC MSA Dolní Benešov |
| CELKEM I. LIGA   | 10     | 0    | 702    | 2    |                      |

## Trenérská kariéra
Po skončení profesionální hráčské kariéry se stal trenérem. Působil jako trenér brankářů a mládeže v Opavě. V Opavě byl také vedoucím mužstva (trenér Karel Jarůšek) a v letech 2009–2010 asistentem trenéra Radoslava Látala. V letech 2010–2018 byl trenérem SK Viktorie Chlebičov.